# 忘年会

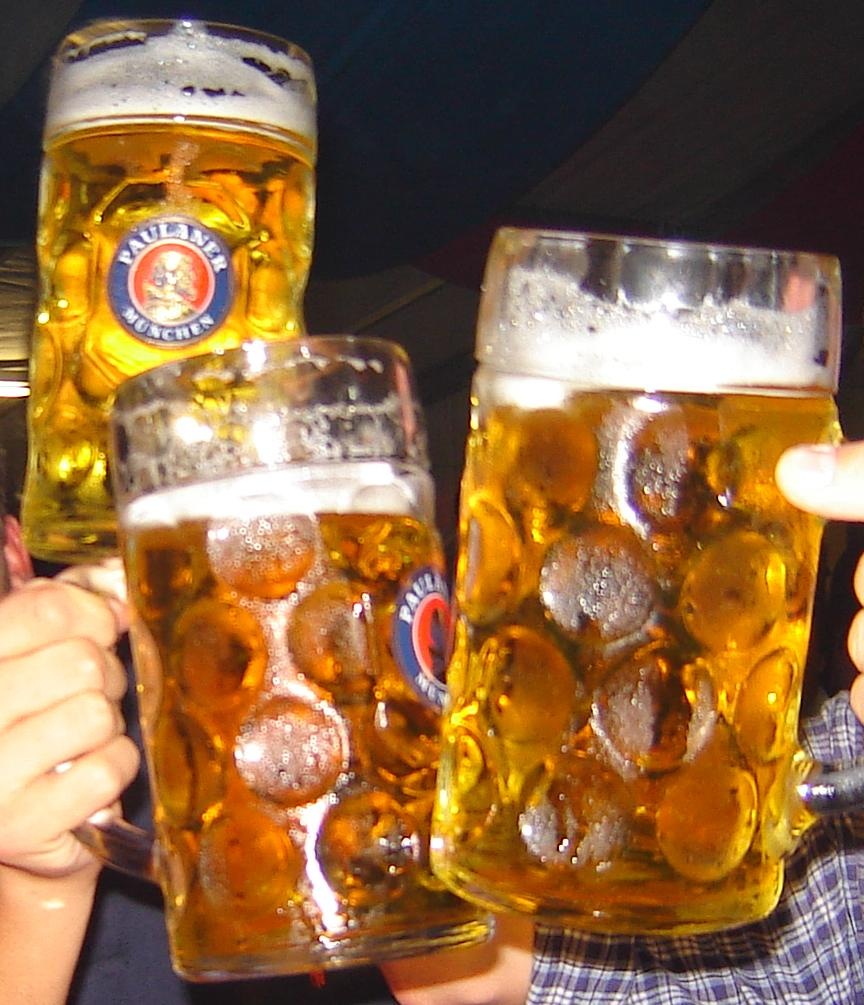
現代の大衆忘年会はビールでの乾杯から。

忘年会（ぼうねんかい）とは、年末に催される宴会のことである。一般的には、その年の苦労を忘れるために執り行われる宴会を意味する。宗教的意味付けや特定行事様式のない、日本の風習の一種である。

## 概要
「年末にその年の慰労を目的として執り行われる宴会」という意味付けでは台湾の尾牙（ウェイヤー）、中国の年会（ニィェンフゥェイ）、韓国の送年会（송년회〈ソンニョネ〉、送年會）など、東アジア圏における共通の文化を見出せるが、英語文化圏においてはクリスマスと対比させた非宗教的な行事と理解されており、英語としてEnd of Year Party、Forget the Year's Troubles Partyなどのほか、単純にBounenkaiなどが充てられているように、日本固有の文化として考えられる場合が多い。
忘年会は自発的結社によって担われる納会型のもの、私的交友関係や家族間で執り行われる年忘れ型のもの、戦後に急激に伝播した企業忘年会型のものなど、さまざまな形態がある。

## 歴史
忘年会の起源は明確には判明しておらず、いくつかの由来の異なる会合が次第にひとつに融合して生まれた多元的起源を持つ行事であると考えられている。
「としわすれ」の言葉を用いた最古の例としては、室町時代の皇族・伏見宮貞成親王が認めた『看聞日記』で、1430年（永享2年）12月21日の記録として出てくる「先有一献。其後連歌初。会衆如例。夜百韻了一献。及酒盛有乱舞。其興不少歳忘也。」という文章である。これは、年末に催された連歌会が大変に盛り上がり、その様子がまるで「としわすれ」のようだと述べたもので、この頃にはすでに民衆行事として「としわすれ」と呼ばれる、酒を飲んで乱舞する行事が存在していたことを示している。
江戸時代には、特権階級の人々の中で一年の憂さを晴らす行事になった。
近代の忘年会がお祭りムードに変化したのは明治時代からで、無礼講などのキャッチフレーズで広まった。